# Sharon Hambrook
Sharon Hambrook (Calgary, Alberta, Canadà, 28 de març de 1963) és una nedadora canadenca de natació sincronitzada retirada que va arribar a ser subcampiona olímpica a Los Angeles 1984 en el concurs per duos.

## Carrera esportiva
- Al Campionat Mundial de Natació de 1982 celebrat a Guayaquil va guanyar dues medalles d'or: en duo i equip.

- Dos anys després, als Jocs Olímpics de 1984 celebrats a Los Angeles (Estats Units) va guanyar la medalla de plata en el concurs per duos, després dels Estats Units (or) i per davant del Japó (bronze), al costat de la seva companya d'equip que va ser Kelly Kryczka.